# 林樂賢
林樂賢（Lam Lok Yin Jerry，2001年11月19日—)，生於香港，香港足球運動員，司職中場，現時由香港超級聯賽球會大埔外借至標準流浪。
林樂賢曾效力東方、愉園體育會、車路士足校學校(香港)。林樂賢花名「啫喱」。

## 早年生活
中學就讀拔萃男書院，為又由於學體會禁止港超成員參加學界賽，2019年效力愉園的林樂賢無法為學校上陣出戰學界賽。
青年隊曾效力車路士足校學校(香港)與南華。

## 家庭生活
林樂賢父親林燦彬年輕時候曾效力麗新及東方青年軍，早年與好友山度士合作成立車路士足校學校 (香港)，現為車路士足校學校 (香港)總監，林樂賢與哥哥林樂勤同樣曾為車路士足校學校 (香港)成員，他們自幼在完善配套下成長，慶幸父母全力支持追夢，父母知道兩兄弟都喜愛足球，亦沒要求他們踢到有甚麽成就，只是提醒他們堅定了目標就要努力實現。

## 外部連結
- 香港足球總會網頁球員註冊資料